# Edna Carrillo
Edna Guadalupe Carrillo Torres (Guadalajara, Mèxic, 12 de novembre de 1991), més coneguda com a Edna Carrillo, és una judoka mexicana. Va començar a practicar el judo a l'edat de 4 anys, en veure els seus germans grans entrenant, i als 13 va participar a la seva primera olimpíada nacional. Al llarg de la seva carrera professional ha aconseguit 35 medalles (12 d'or, 10 de plata i 13 de bronze) en diferents esdeveniments esportius a nivell nacional, sud-americà i panamericà, entre els anys 2010 i 2023. Els seus èxits més destacats són medalles en els jocs panamericans: bronzes a Toronto 2015 i Lima 2019, així com una medalla de plata guanyada a Xile 2023.
Va participar als jocs olímpics de Rio 2016, on va superar en la primera ronda a la turca Dilara Lokmanhekim, però va caure a la segona, a mans de la japonesa Ami Kondo. Es va classificar per als jocs olímpics de Tokio 2020 però finalment no va poder participar-hi perquè estava embarassada. Fins a l'any 2019 va competir representant a Jalisco, el seu estat natal, però per falta de suport en competicions internacionals, va començar a representar a l'estat de Tamaulipas. El març de 2025 tenia el número 47 de la categoria "inferior a 48kg seniors world". Estudia administració turística a l'Instituto de Estudios Superiores de Tamaulipas Anáhuac.